# Површни лишњачки живац
Површни лишњачки живац је мешовити (моторни и сензорни) нерв који обезбеђује моторну инервацију дугом лисном мишићу (lat. musculus peroneus longus) и кратком лисном мишићу (lat. musculus peroneus brevis), и сензорну инервацију коже преко антеро-латералног дела ноге и већи део доњег дела стопала (са изузетком првог мрежног простора који инервише дубоки лишњачки живац).

## Анатомија
Површни лишњачки живац је терминална грана заједничког лишњачког живца.
Настаје на врату лишњаче, одакле се спушта  између мишића лишњаче и бочне стране екстензор дигиторум лонгус. Овде настају моторне гране, које инервишу дугачки лисни мишић (lat. m. peroneus seu fibularis longus) и кратки лисни мишић (lat. m. peroneus seu fibularis brevis) 
Живац потом наставља своје спуштање, са чисто кожном функцијом, обезбеђујући сензорну инервацију антеролатералном делу потколенице.
Када површински лишњачки нерв досегне доњу трећину ноге, пробија дубоку фасцију ноге (лат. n. fascia cruris) и завршава се дељењем на:
- медијални дорзални кожни живац (лат. n, cutaneus dorsalis medialis)
- интермедијални дорзални кожни живац (лат. n. cutaneus dorsalis intermedius).

Ови нерви улазе у стопало у коме инервишу већи део његове дорзалне површине.

### Моторне функције
Површни лишњачки живац снабдева фибуларис лонгус и фибуларис бревис. Ови мишићи формирају бочни део ноге.
Ови мишићи делују тако да изокрећу стопало (окрећу се ка споља) у субталарном зглобу. Они такође слабо доприносе плантарфлексији, иако ову акцију углавном спроводе гастрокнемиус и солеус мишићи.

### Сензорне функције
Површни лишњачки живац обезбеђује инервацију коже одређеним деловима ногу и стопала:
- Инервира кожу преко антеролатералне ноге , преко кожних грана директно из површног лишњачког живца.
- Инервира кожу дорзума стопала (осим првог простора), преко медијалног и интермедијалног дорзалног кожног нерава.

Дерматоми којима одговарају ове области су Л5 и С1 .

## Клинички значај
Постоје две релативно честе патологије које укључују оштећење површног лишњачког живца; укљештење и директно оштећење (нпр. од уситњених фрагмената прелома).

#### Укљештење
Површно укљештење перонеалног нерва (познато и као компресија нерва) може изазвати бол и парестезију преко потколенице и доњег дела стопала. Укљештење је често последица уганућа скочног зглоба или увртања скочног зглоба, јер то узрокује истезање нерва у потколеници.
Други узрок укљештења нерва јавља се на месту где нерв излази из дубоке фасције ноге, при чему се нерв стисне овом фасцијом. Због тога се хируршка декомпресија нерва користи за ублажавање симптома и бола.

#### Директно оштећење
Површни лишњачки живац може бити оштећен преломом лишњаче или перфорацијом на бочној страни ноге.
Пошто су мишићи које инервише површни лишњачки живац евертори, повреда нерва може довести до губитка еверзије (окретање упоље). Такође може доћи до губитка осећаја у већем делу доњег дела стопала и антеролатералном делу потколенице.

## Галерија
- Cutaneous nerves of the right lower extremity. Front and posterior views.
- Nerves of the dorsum of the foot.